# Kosaku Masuda
Kosaku Masuda (født 30. april 1976) er en tidligere japansk fodboldspiller.
Han har spillet for flere forskellige klubber i sin karriere, herunder Verdy Kawasaki og Yokohama FC.